# Chobera calvatalis
Chobera calvatalis is een vlinder uit de familie van de grasmotten (Crambidae). De wetenschappelijke naam van deze soort is voor het eerst voorgesteld als Thliptoceras calvatalis door Charles Swinhoe in een publicatie uit 1890.
De soort komt voor in Myanmar.